# Huangpu-floden
Huangpu-floden er en 97 km lang flod i Kina, der løber igennem Shanghai.
Den er 400 meter bred og 9 meter dyb. Shanghai får det meste af sit drikkevand fra Huangpu og floden er derfor meget vigtig for byen. Floden dele Shanghai i to dele: Pudong (øst) og Puxi (vest).
Langs den ene side af floden ligger The Bund.
31°23′33″N 121°30′54″Ø / 31.3925°N 121.515°Ø